# شهرستان دهلک
شهرستان دهلک یک منطقهٔ مسکونی در اریتره است که در منطقه دریای سرخ شمالی واقع شده‌است. شهرستان دهلک ۹۰۰ کیلومتر مربع مساحت و ۲٬۵۰۰ نفر جمعیت دارد.